# Adolf Hitler (Lied)
Adolf Hitler ist ein Calypso-Lied des trinidadischen Musikers Clifford Morris, bekannt als Mighty Destroyer, der damit den Calypso-King-Wettbewerb am Karneval 1941, dem letzten vor einer kriegsbedingten Unterbrechung, gewann. Am 8. April desselben Jahres nahm Morris das Lied auf Schallplatte auf, begleitet von Gerald Clark and his Caribbean Serenaders. 1992 wurde eine Aufnahme des Liedes von Phillip Murray auf dem Album Sing de Chorus – Calypso from Trinidad and Tobago veröffentlicht.
Der Text beschäftigt sich mit Adolf Hitlers unersättlichem Drang nach Eroberung und Weltherrschaft, zählt historische Beispiele für erfolglose Angriffe auf das Britische Weltreich auf, verweist (fast ein Jahr vor dem Eintritt der Vereinigten Staaten in den Zweiten Weltkrieg) auf die Unterstützung Amerikas und prophezeit dem als „österreichischer Knastvogel“ (Austrian jailbird) bezeichneten Diktator dasselbe Schicksal wie Napoleon. Das Lied steht in einer Reihe mit anderen Calypso-Stücken, die Bezug auf die weltpolitische Lage der Zeit nehmen, zum Beispiel Lord Beginners Run You Run, Hitler von 1940 oder Advantage Mussolini von Roaring Lion (1936) und Selassie Is Held By The Police von The Caresser (1937), die sich gegen Italiens Angriff auf Abessinien wenden.
Nach Michael Anthony wurde Adolf Hitler als eines der besten Calypso-Lieder seiner Zeit angesehen.